# Loozbach
Der Loozbach ist ein 1,3 Kilometer langer linker Zufluss des Getterbachs im Flusssystem der Werse im Stadtteil Hiltrup von Münster/Westfalen.

## Verlauf
Der kleine Bachlauf beginnt südlich des Düesbergviertels mit einem Graben am Kappenberger Damm in der Nähe von Haus Looz. Er fließt in südliche und östliche Richtungen um ein Industriegebiet an der Grafschaft und wendet sich dann nach Westen, wo er etwa 200 m südöstlich des Kappenberger Damms in den Getterbach mündet, welcher über den Emmerbach in die Werse abfließt.

## Namensgeber
Der Name des Baches bezieht sich auf Haus Looz, den nahe des Bachbeginns gelegenen Herrenhof der Adelsfamilie Looz-Corswarem.